# 霍克利縣 (德克薩斯州)
霍普金斯縣（英語：Hockley County）位美國德克薩斯州西北部的一個縣。面積2,353平方公里。根据美國2000年人口普查，共有人口22,716人。縣治萊弗蘭（Lavelland）。
成立於1876年8月21日，縣政府成立於1921年2月。縣名紀念德克薩斯共和國戰爭部長喬治·華盛頓·霍克利。